# Troféu Joan Gamper de 2019
O Troféu Joan Gamper de 2019 foi a quinquagésima quarta edição deste torneio internacional de futebol interclubes, de caráter amistoso e, como em todas as edições, teve como país-anfitrião a Espanha. O Barcelona enfrentou oArsenal, vencendo por 2–1. Essa foi a estreia dos Gunners no Joan Gamper, que costuma ser uma oportunidade para os catalães se apresentarem à torcida pela primeira vez na temporada.

## Jogo
| 4 de agosto de 2019 | Barcelona                   | 2 - 1     | Arsenal        | Camp Nou, Barcelona                        |
| 15:00 (UTC-3)       | Niles 69' · Luis Suárez 90' | Relatório | 36' Aubameyang | Público: 98 812 Árbitro: ESP Juan Martínez |

### Estatísticas
| Geral               | Barcelona | Arsenal |
| ------------------- | --------- | ------- |
| Gols marcados       | 2         | 1       |
| Finalizações totais | 15        | 7       |
| Finalizações no gol | 5         | 1       |
| Posse de bola       | 54%       | 46%     |
| Escanteios          | 5         | 5       |
| Faltas cometidas    | 16        | 12      |
| Impedimentos        | 1         | 1       |
| Pênaltis            | 0         | 0       |
| Cartões amarelos    | 3         | 2       |
| Cartões vermelhos   | 0         | 0       |